# Agence de bassin
Une agence de bassin est l'ancienne dénomination de l'organisation publique qui participe à la gestion de l'eau sur un bassin hydrographique. C'est l'un des trois types d'organismes de bassin qui participent à la gestion intégrée des ressources en eau.
Les agences de bassin sont aujourd'hui appelées, en France, agences de l'eau.
Le pays dispose d'un savoir-faire important dans ce domaine et conseille également d'autres pays dans la mise en place de telles organisations, comme le Viêt Nam avec une agence de bassin pour le fleuve Rouge, ainsi que neuf pays africains pour le fleuve Niger.